# Jaap Stam
Jakob "Jaap" Stam (sinh 17 tháng 7 năm 1972 tại Kampen, Hà Lan) là một cựu cầu thủ bóng đá người Hà Lan. Biệt hiệu của anh là De rots van Kampen (Hòn đá của Kampen). Anh được bầu là hậu vệ tốt nhất của Champions League năm 1999 và 2000.
Mùa bóng 1998-1999, Stam đã cùng Manchester United lập cú ăn ba khi giành được Cúp C1 châu Âu, vô địch ngoại hạng Anh và Cúp FA.

## Sự nghiệp câu lạc bộ

### Thời gian đầu
Stam khởi đầu sự nghiệp tại câu lạc bộ nghiệp dư ở địa phương DOS Kampen. Ngày 15 tháng 8 năm 1992, Stam có trận đấu chuyên nghiệp đầu tiên trong màu áo FC Zwolle ở trận hoà 1-1 với SC Heracles tại giải hạng hạng Nhất của Hà Lan. Anh thường xuyên có mặt trong đội hình xuất phát của câu lạc bộ và chuyển tới câu lạc bộ Cambuur Leeuwarden thi đấu ở giải Ngoại hạng vào mùa giải tiếp theo. Do đội bóng bị xuống hạng ngay mùa đó nên Stam lại quay trở lại chơ ở giải hạng Nhất. Hai mùa bóng chơi ở Cambuur là bước đệm để anh đến với Willem II ở giải Ngoại hạng. Tại Willem II anh nhanh chóng gây được ấn tượng. Chiến thắng đầy bất ngờ 1-0 của Willem II trước Ajax đã giúp Stam đến được PSV Eindhoven ngay trong mùa bóng đó và có được Cúp Quốc gia Hà Lan cùng PSV, danh hiệu chính thức đầu tiên của anh.

### PSV
Đầu mùa bóng 1996-97, Stam có được danh hiệu thứ hai với PSV Eindhoven khi cùng câu lạc bộ giành được Siêu Cúp Hà Lan (Cúp Johan Cruijff). Họ cũng giành luôn được chức vô địch Hà Lan năm đó. Stam là cầu thủ chủ chốt của câu lạc bộ và giành luôn danh hiệu Cầu thủ xuất sắc nhất Hà Lan trong năm đó.
Năm 1997 một lần nữa anh cùng PSV đoạt Siêu Cúp Hà Lan. Anh trở thành cầu thủ Hà Lan và cũng là hậu vệ đắt giá nhất trong lịch sử khi Manchester United mua anh với giá 36 triệu ƒ.

### Manchester United
Stam trải qua 3 mùa bóng tại Manchester United và có được 3 chức vô địch Premierships, một FA Cup, một Cúp Liên lục địa và một Champions League với câu lạc bộ.
Trong mùa bóng 2001-02, Stam bị chuyển nhượng tới Lazio của Ý một cách gây tranh cãi, sau khi huấn luyện viên Manchester United Alex Ferguson đã rất tức giận với những lời lẽ của Stam trong cuốn tự truyện Head to Head. Sự ra đi chóng vánh này đã đặt ra một bài toán khó khăn với Ferguson về hàng thủ của Manchester United, khi hàng thủ được xây dựng quanh Stam. Roy Keane thường xuyên phải lùi về để hỗ trợ phòng thủ. Bàn thắng duy nhất của Stam ghi cho Manchester United là bàn thắng cuối cùng trong chiến thắng 6-2 trước Leicester City.

## Đội tuyển quốc gia Hà Lan
Anh đã chơi cho Hà Lan 67 trận và ghi được 3 bàn thắng

## Danh hiệu
- 1996: KNVB Cup, Johan Cruijff-schaal
- 1997: Eredivisie, Johan Cruijff-schaal, Dutch Player of the Year
- 1999: UEFA Champions League, Premier League, FA Cup, Intercontinental Cup
- 2000: Premier League
- 2001: Premier League
- 2004: Coppa Italia
- 2004: Italian Super Cup
- 2006: Johan Cruijff-schaal
- 2007: KNVB Cup, Johan Cruijff-schaal

## Thống kê
| Mùa bóng | Đội bóng           | Giải              | Số trận | Bàn thắng | -     | Mùa bóng | Đội bóng          | Competition       | Số trận | Số bàn |
| -------- | ------------------ | ----------------- | ------- | --------- | ----- | -------- | ----------------- | ----------------- | ------- | ------ |
| 1992/93  | FC Zwolle          | Eerste Divisie    | 32      | 1         |       | 2000/01  | Manchester United | FA Premier League | 16      | 0      |
| 1993/94  | Cambuur Leeuwarden | Eredivisie        | 33      | 0         |       | 2001/02  | Manchester United | FA Premier League | 1       | 0      |
| 1994/95  | Cambuur Leeuwarden | Eerste Divisie    | 33      | 4         |       | 2001/02  | Lazio             | Serie A           | 13      | 1      |
| 1995/96  | Willem II          | Eredivisie        | 19      | 1         |       | 2002/03  | Lazio             | Serie A           | 28      | 0      |
| 1995/96  | PSV Eindhoven      | Eredivisie        | 14      | 1         |       | 2003/04  | Lazio             | Serie A           | 29      | 2      |
| 1996/97  | PSV Eindhoven      | Eredivisie        | 33      | 6         |       | 2004/05  | AC Milan          | Serie A           | 17      | 0      |
| 1997/98  | PSV Eindhoven      | Eredivisie        | 29      | 4         |       | 2005/06  | AC Milan          | Serie A           | 25      | 1      |
| 1998/99  | Manchester United  | FA Premier League | 30      | 1         |       | 2006/07  | Ajax              | Eredivisie        | 25      | 1      |
| 1999/00  | Manchester United  | FA Premier League | 33      | 0         |       | 2007/08  | Ajax              | Eredivisie        | 1       | 0      |
| Total    | Total              | Total             | Total   | Total     | Total | Total    | Total             | Total             | 411     | 5      |